# Impero del Vietnam
L'impero del Vietnam (in lingua vietnamita: Đế quốc Việt Nam) fu uno Stato fantoccio dell'Impero giapponese che governava l'intero Vietnam. Ebbe vita brevissima: dall'11 marzo al 23 agosto 1945.

## Storia
Durante la seconda guerra mondiale, nonostante il controllo dell'Indocina francese fosse in mano al Giappone, esso non giocò mai un ruolo di egemone, lasciando agli amministratori francesi il controllo formale. Questa situazione cambiò il 9 marzo 1945, quando il Giappone, per guadagnare l'appoggio del popolo vietnamita, proclamò l'indipendenza del Paese e pose fine all'amministrazione coloniale francese (la liberazione di Parigi per mano degli Alleati e dei francesi di De Gaulle dai nazisti alleati dei giapponesi è dell'agosto del 1944). Fu proclamato imperatore Bảo Đại, che dichiarò nullo il trattato con la Francia del 1884. Trần Trọng Kim, storico e studioso, fu scelto per guidare il governo come primo ministro del Vietnam.
Il neonato governo faceva parte della sfera di influenza del Giappone. Nella sua breve esistenza, riuscì a sostituire la lingua francese parlata nelle scuole con il vietnamita. Dopo la sconfitta del Giappone e dopo la "rivoluzione di agosto", cessò di esistere.
L'impero del Vietnam fu il primo Stato che riunì i territori del Vietnam nel XX secolo. Anche se era uno stato fantoccio del Giappone, era la prima volta nel XX secolo che i vietnamiti si autogovernavano: Trần Trọng Kim è quindi visto di solito in una luce positiva, diversamente dai capi dei governi collaborazionisti di altri Paesi.

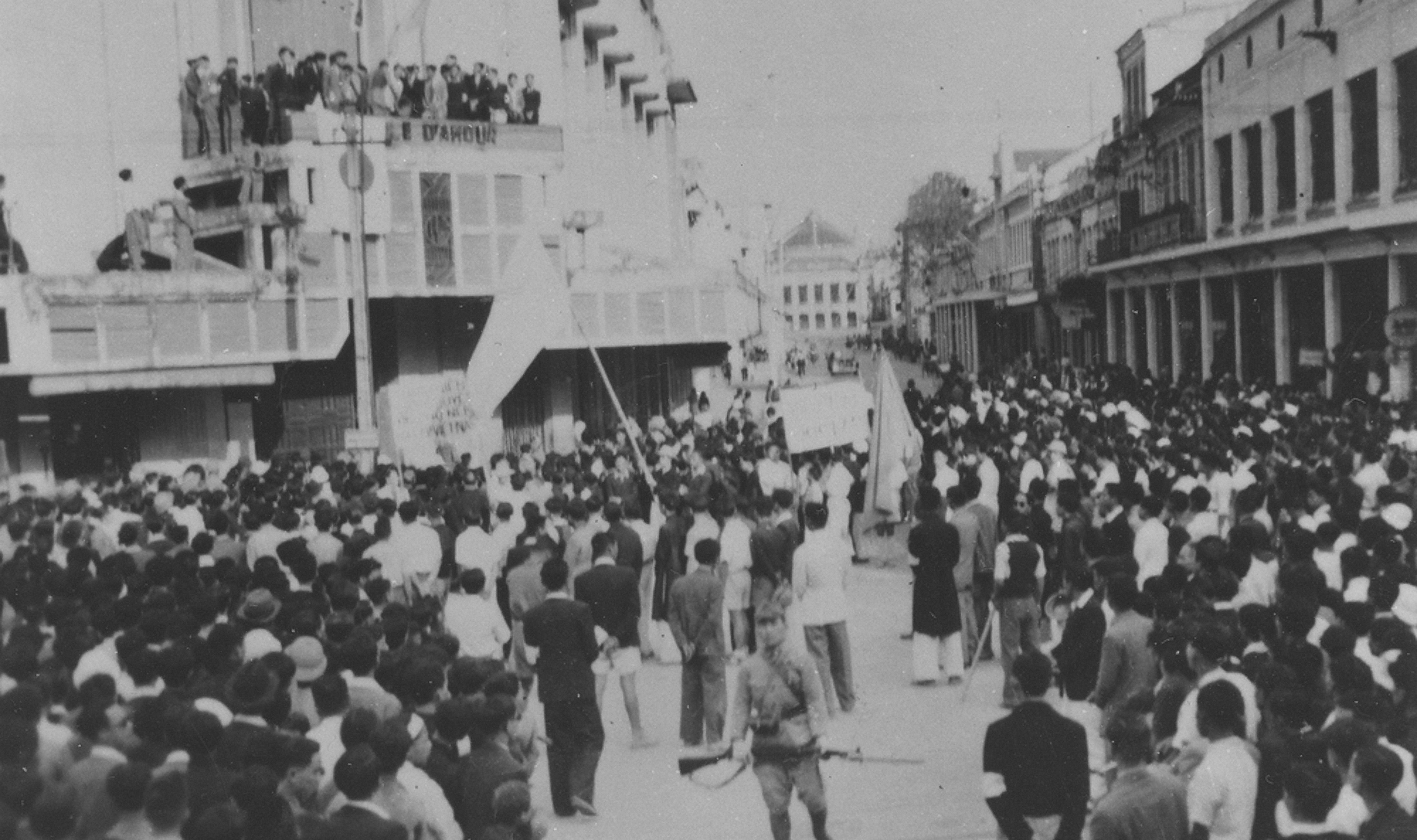
L'incontro politico filo-giapponese ad Hanoi dopo il colpo di stato del 9 marzo 1945